# بومة الليل (وصف)

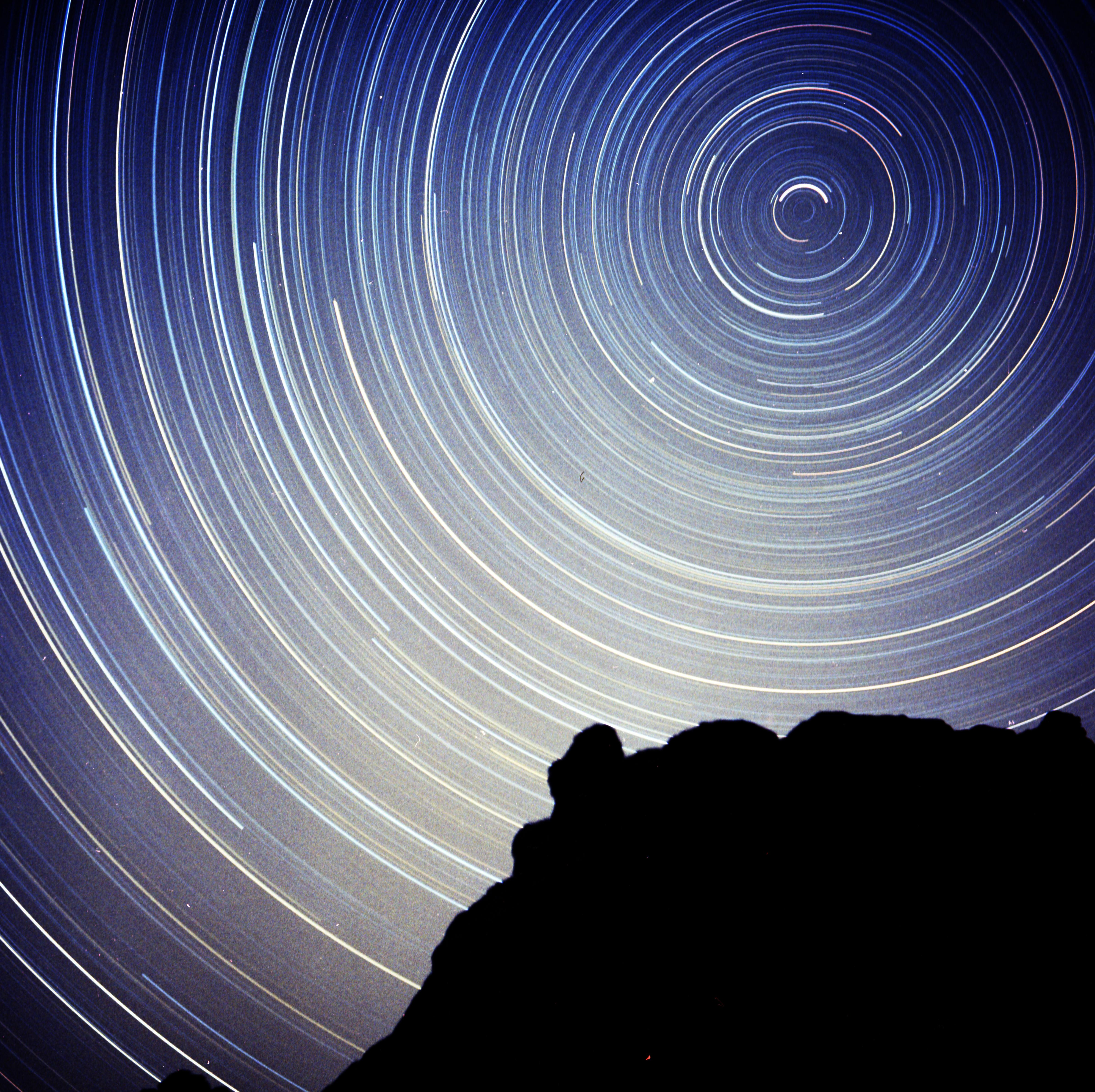
قد يتخيل البوم الليليبعض أشكال الفلك في الطبيعية.

بومة الليل، أو شخص المساء، هو الشخص الذي يميل إلى البقاء حتى وقت متأخر من الليل.
المصطلح المضاد لبومة الليل هو الطائر الباكر، وهو الشخص الذي يميل إلى أن ينام في وقت يعتبر مبكر ويستيقظ أيضًا في وقت مبكر. في العديد من البلدان، تسمى الطيور الباكرة «الأفراد-أ» ويسمى البوم الليلي «الأفراد-ب». يستخدم الباحثون تقليديًا مصطلحي «الصباح» و«المساء» [3] للدلالة على النمطين الزمنيين النهار أو النشاط الليلي في سلوك الحيوان.

## أصول المصطلح

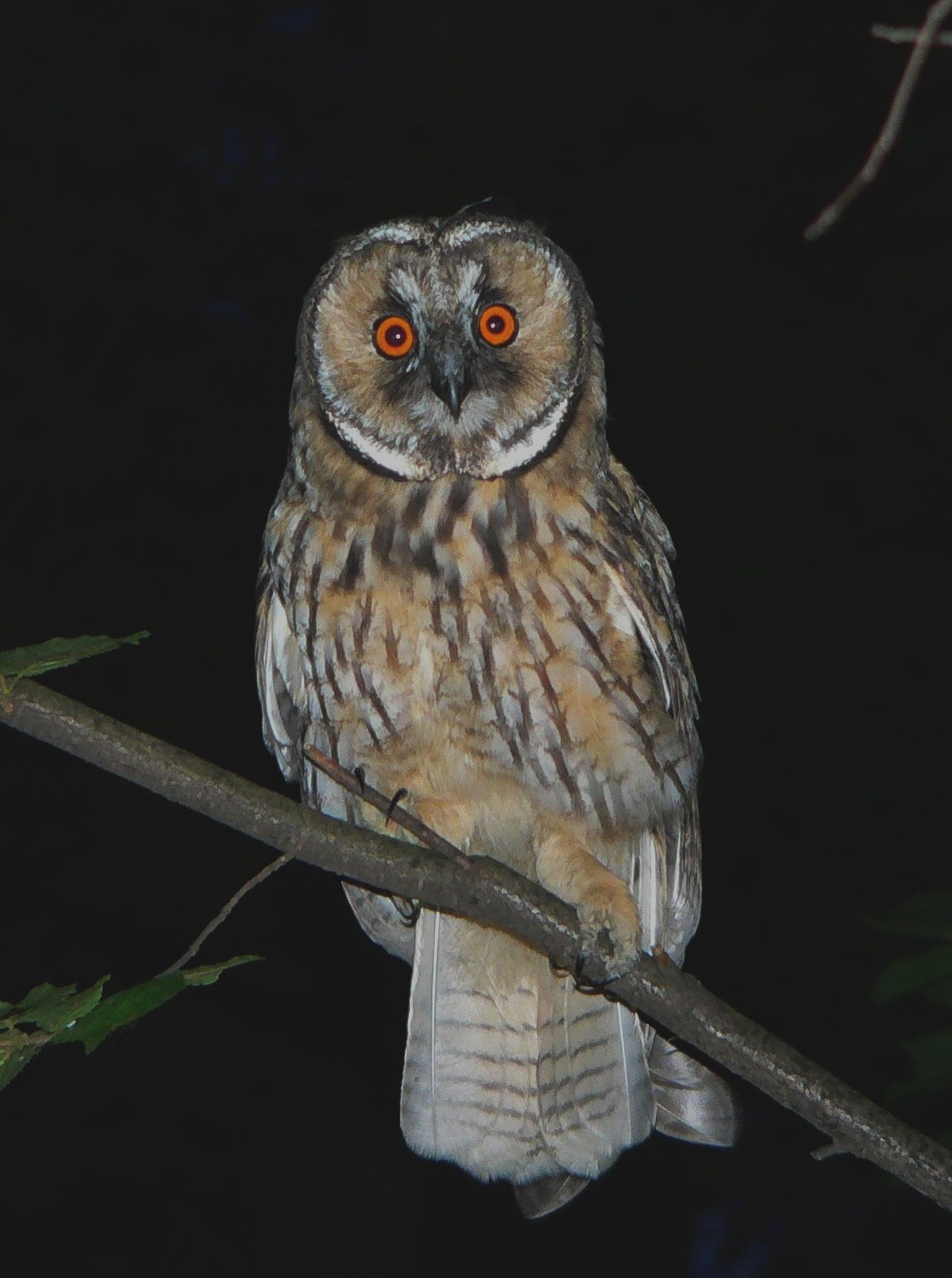
البوم، مثل الموجود في بولندا، وغالبًا ما تكون ليلية.

يُستمد هذا المصطلح من العادات الليلية في المقام الأول من البومة، يميل البوم الليلي إلى البقاء مستيقظاً حتى منتصف الليل أو حتى قبل أو بعد الفجر مباشرة. يميل بوم الليل إلى الشعور بأن يكون أكثر حيوية قبل أن يذهبوا إلى النوم ليلا. بعض البوم الليلي لديه تفضيل أو العادة للبقاء حتى وقت متأخر، أو البقاء حتى العمل في نوبة ليلية. وغالبُا ما يواجه البوم الليلي الذين يعملون في نوبة النهار صعوبات في التكيف مع ساعات العمل القياسية في الوقت المحدد.

## النماذج الشهيرة
وتشمل قائمة البوم الليلي الشهيرة:
- تشارلز بوكوفسكي
- يكل تشابونام
- ونستون تشرشل
- بوب ديلن
- جوستاف فلوبير
- غلين غولد
- صمويل جونسون
- كارل يونغ
- فرانس كافكا
- فران ليبوويتز
- مارلين مانسن
- فرانك ماير
- برنس (موسيقي)
- مارسيل بروست
- جورج ساند
- جوزيف ستالين
- هانتر طومسون
- جون ر. تولكين
- أنري تولوز لوترك
- جون ترافولتا
- لينوس تورفالدس

## أمثلة أدبية
(روبرت لويس ستيفنسون)، «هناك قصة حب عن كل من هم في الخارج في الساعات السوداء».
في حقيقة جين آن كرينتز أو يجرؤ، «كان أركاديا وهاري مخلوقين من الليل، وتمكنا من الظهور بشكل غريب في واحد وثلاثين في الصباح».
كتب الكاتب البريطاني هيلاري روبنشتاين: "طوبى البوم، لأنهم يرثون سر وسحر الليل.

## الانتشار
تستخدم معايير مختلفة في المناقشات والدراسات حول انتشار أشخاص الصباح والمساء، وغير المبالين وتأتي إلى نتائج مختلفة. يسأل البعض ما هو الوقت الذي يذهب إليه الناس للنوم ويستيقظ، يسأل آخرون عن الوقت الذي يفضله الناس، في حين ينظر باحثون مثل فريق تيل رونيبيرغ إلى الفرق بين أوقات نوم الشخص في أيام العمل / المدرسة مقابل أيام العطلات. وأظهر مسح واحد لأكثر من 400 بالغين حوالي 15% من الناس الصباح، و25% مساء الناس، و60% وسط.

## روابط خارجية
- التمييز في النوم
- الاستخبارات والإبداع في البوم ليلة مقابل الطيور في وقت مبكر مع عدة إشارات إلى دراسات مختلفة[وصلة مكسورة]
- يؤثر الحرمان من النوم البوم ليلة والناهضون في وقت مبكر بشكل مختلف